# ENCCRE
ENCCRE est une plateforme en ligne d'Édition Numérique Collaborative et CRitique de l’Encyclopédie, hébergé par l'Académie des sciences de Paris.
Elle propose, en accès libre, une reproduction numérique du texte de l’Encyclopédie, complétée par un appareil critique produit par une communauté internationale de chercheurs.